# Friedrich Moser (Architekt, 1926)
Friedrich Moser (* 2. September 1926 in Spittal an der Drau; † 5. August 2023) war ein österreichischer Architekt, Stadtplaner, Maler und Hochschullehrer. Er war von 1989 bis 1991 Rektor der Technischen Universität Wien.

## Leben

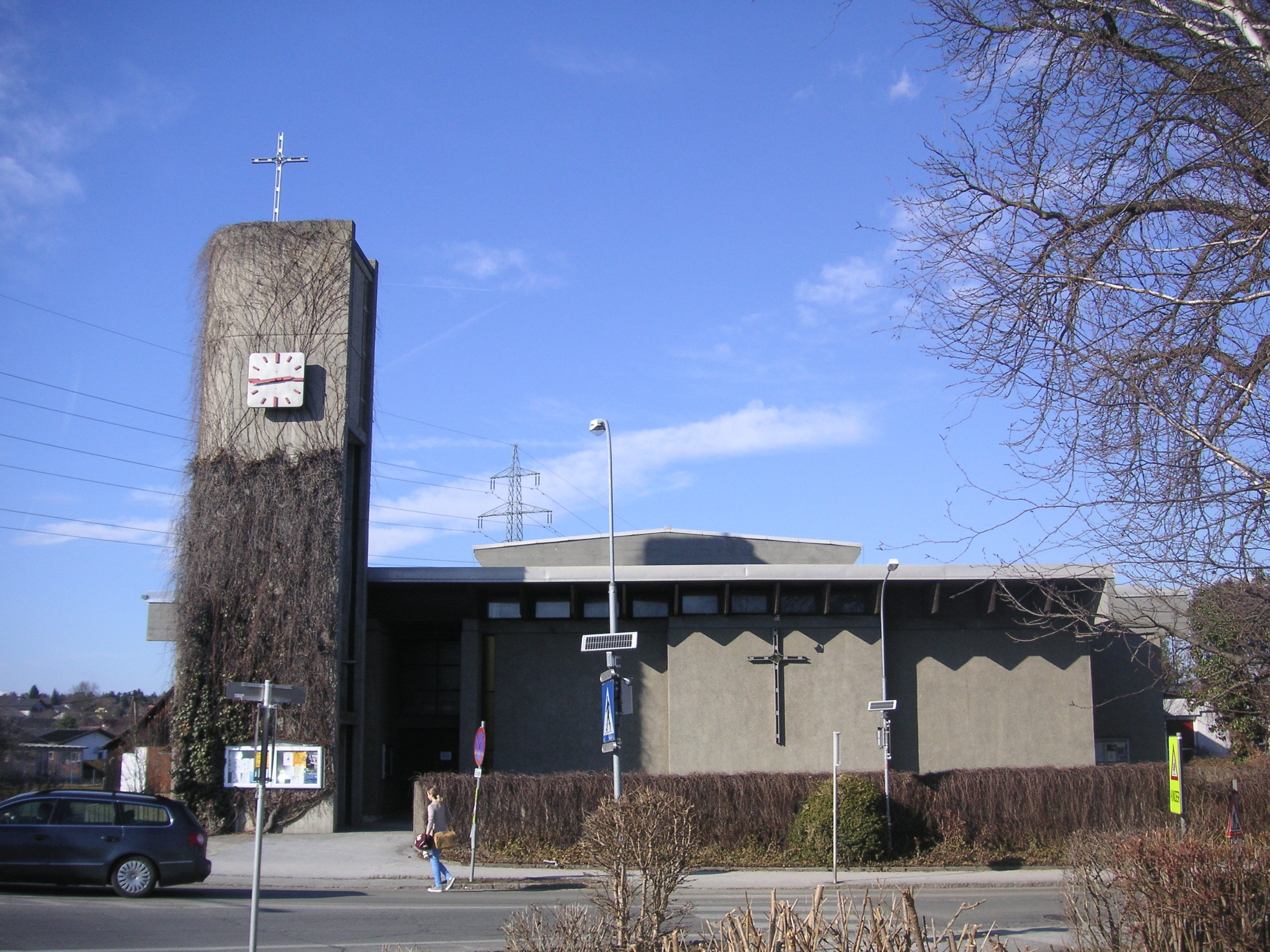
Pfarrkirche Lieboch

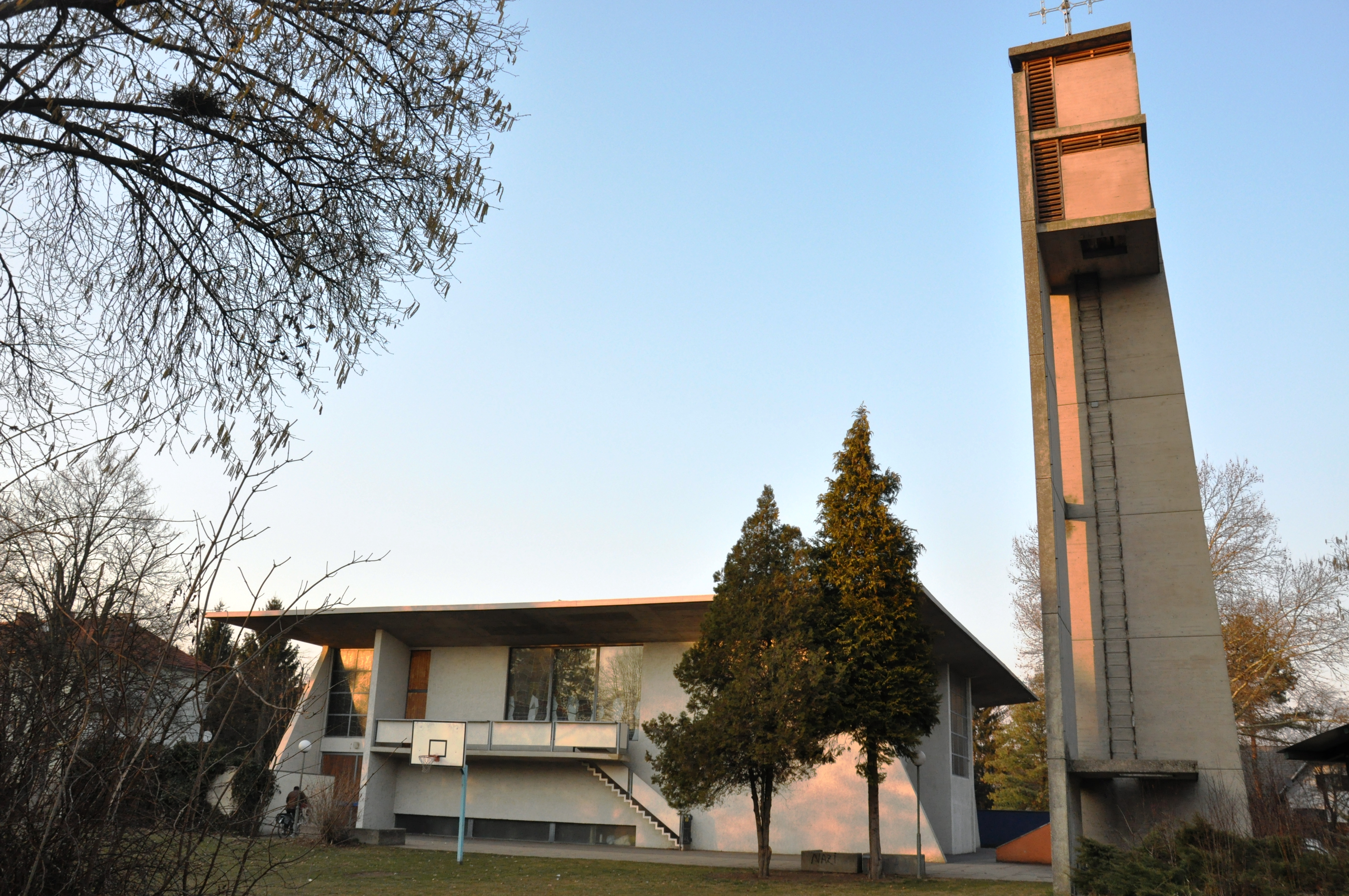
Pfarrkirche Wagna

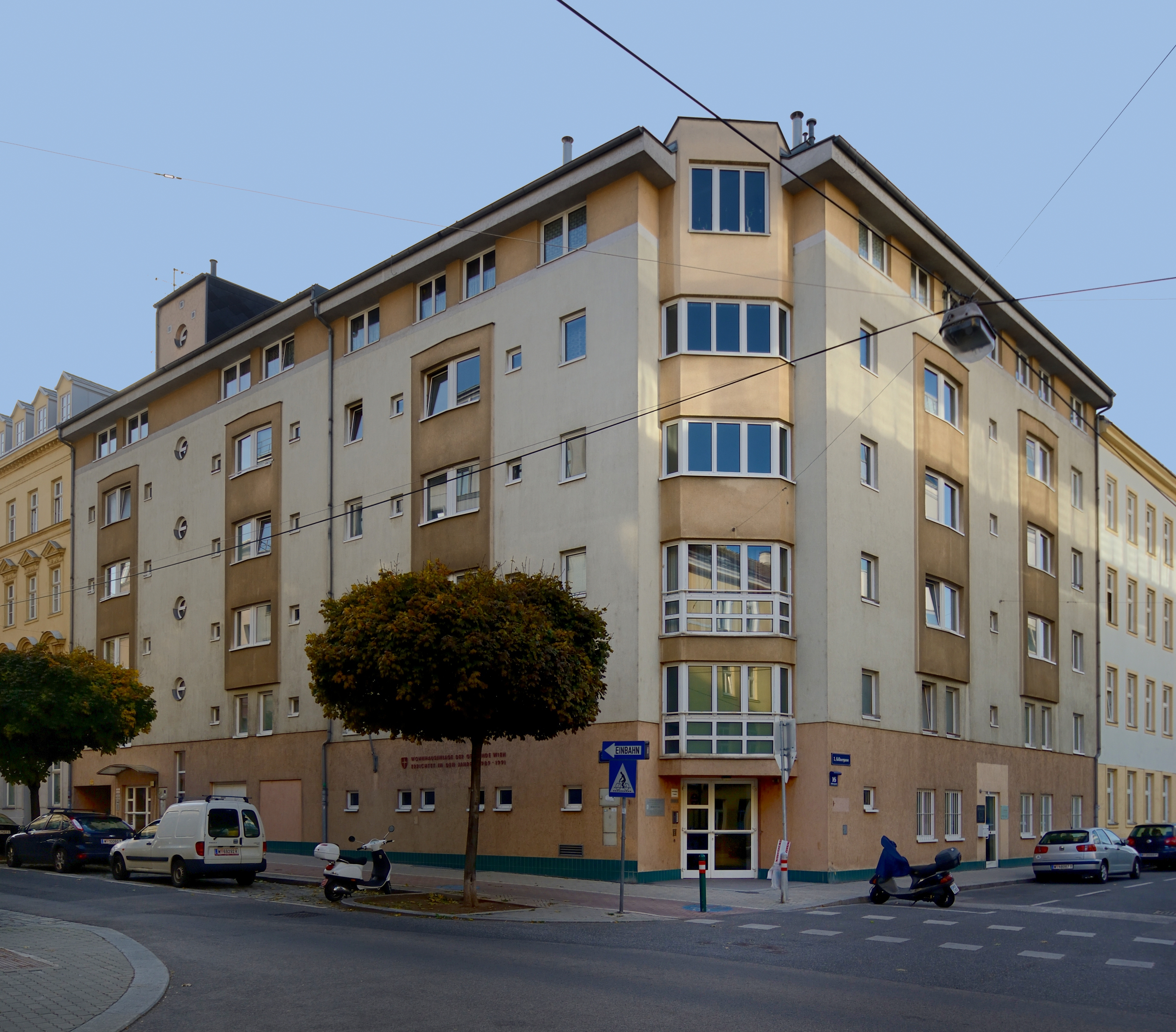
Gemeindebau Haidingergasse 24, Wien-Landstraße

Friedrich Moser studierte an der Technischen Hochschule Graz Architektur, 1968 promovierte er an der Technischen Hochschule Wien mit einer Dissertation zum Thema Schulstandort und Stadtplanung: gezeigt am Beispiel Graz.
Nach dem Studium war er für die Firma Thonet tätig, später für die Stadt Graz als Leiter der Abteilung für Stadtplanung. 1974 wurde er als ordentlicher Professor für Raumplanung und Stadtgestaltung an die Technische Hochschule Wien berufen. In den Studienjahren 1981/82 bis 1984/85 war er Dekan der Fakultät für Architektur und Raumplanung an der TU Wien, 1989/90 und 1990/91 war er Rektor der Technischen Universität. In seine Amtszeit fiel die Verabschiedung des Technikstudiengesetzes 1990.
Moser war Mitglied des Steiermärkischen Kunstvereins Werkbund und ab 1999 dessen Vizepräsident.
Seit 2006 verleiht das Department für Raumplanung der TU Wien den Friedrich Moser‐Würdigungspreis für Örtliche Raumplanung und Stadtgestaltung.
Als Künstler arbeitete er auch an Aquarellen und Ölmalereien, die er ab 1971 in Einzel- und Gemeinschaftsausstellungen präsentierte.

## Auszeichnungen
- 2006: Johann Joseph Ritter von Prechtl-Medaille[6][7]
- Goldenes Ehrenzeichen für Verdienste um die Republik Österreich[5]
- Großes Ehrenzeichen des Landes Steiermark[5]

## Realisierungen
- 1952: Stadtbücherei Rechbauerstraße Graz
- 1964: Pfarrkirche Wagna
- 1965: Pfarrkirche Lieboch
- 1979–80: Wohnhausanlage Reindorfgasse 38 in Wien Rudolfsheim-Fünfhaus[8]
- 1982: Bundesamtsgebäude Feldbach
- 1984: Renovierung und Neugestaltung der Stadtpfarrkirche Graz
- 1989–91: Wohnhausanlage Haidingergasse 24 in Wien-Landstraße[9]
- 1990: Einsegnungshalle St. Peter Stadtfriedhof
- 1991–92: Wohnhausanlage Markomannenstraße 27–31 in Wien-Donaustadt, gemeinsam mit Hans Häusler[10]
- 2002: Renovierung und Neugestaltung der Apotheke St. Paul Graz[5]

## Publikationen
- 1988: Wohnbau im Ortsbild: regionsspezifische Verdichtungsformen zwischen Tradition und Transformation, Wien, Picus-Verlag 1988, ISBN 978-3-85452-108-2
- 1996: Ephesos: Computervisualisierung antiken Wohnens, Wien, Österreichischer Kunst- und Kulturverlag 1996, ISBN 978-3-85437-121-2
- 2001: Gesehen: Aquarelle – Ölbilder – Computerversionen 1973 bis 2001, Wien, Österreichischer Kunst- und Kulturverlag 2001, ISBN 978-3-85437-172-4